# Har ha-Ari
Har ha-Ari (hebrejsky: הר הארי) je hora o nadmořské výšce 1048 metrů v Izraeli, v Horní Galileji.
Leží na jižním okraji města Bejt Džan, na severním svahu údolí Bejt ha-Kerem, nad které vystupuje do výšky 750 metrů. Tvoří jihozápadní součást masivu Har Meron. Jméno odkazuje na přezdívku předního rabína Jicchaka Luriji - ha-Ari (הארי), který působil v 16. století v nedalekém Safedu.